# Rising City
Rising City és una població dels Estats Units a l'estat de Nebraska. Segons el cens del 2000 tenia 386 habitants.

## Demografia
Segons el cens del 2000, Rising City tenia 386 habitants, 158 habitatges, i 103 famílies. La densitat de població era de 402,8 habitants per km².
Dels 158 habitatges en un 31,6% hi vivien nens de menys de 18 anys, en un 58,2% hi vivien parelles casades, en un 3,8% dones solteres, i en un 34,8% no eren unitats familiars. En el 31,6% dels habitatges hi vivien persones soles el 20,3% de les quals corresponia a persones de 65 anys o més que vivien soles. El nombre mitjà de persones vivint en cada habitatge era de 2,44 i el nombre mitjà de persones que vivien en cada família era de 3,07.
Per edats la població es repartia de la següent manera: un 25,9% tenia menys de 18 anys, un 8,3% entre 18 i 24, un 27,2% entre 25 i 44, un 21,2% de 45 a 60 i un 17,4% 65 anys o més.
L'edat mediana era de 38 anys. Per cada 100 dones de 18 o més anys hi havia 94,6 homes.
La renda mediana per habitatge era de 31.786 $ i la renda mediana per família de 38.750 $. Els homes tenien una renda mediana de 25.625 $ mentre que les dones 21.667 $. La renda per capita de la població era de 15.264 $. Aproximadament el 3% de les famílies i el 6,8% de la població estaven per davall del llindar de pobresa.

## Poblacions més properes
El següent diagrama mostra les poblacions més properes.